# CANDY☆POP☆SWEET☆HEART
「CANDY☆POP☆SWEET☆HEART」（キャンディー・ポップ・スイート・ハート）は、新谷良子が2006年5月24日に発売した8枚目のマキシシングル。発売元はランティス、販売元はキングレコード。

## 収録曲
1. CANDY☆POP☆SWEET☆HEART [4:05] 
  - 作詞・作曲・編曲：R・O・N
  - テレビアニメ『姫様ご用心』エンディングテーマ
2. いたげる。from STUDIO☆BAMBI [4:08] 
  - 作詞：三重野瞳、作曲：田村信二、編曲：宮崎誠
3. CANDY☆POP☆SWEET☆HEART（off vocal）
4. いたげる。（off vocal）